# فرد میس
فرد میس (به انگلیسی: Fred Mace) (زاده ۲۲ اوت ۱۸۷۸ - درگذشت ۲۱ فوریه ۱۹۱۷) بازیگر آمریکایی در دوران سینمای صامت بود. او در بین سال‌های ۱۹۰۹ تا ۱۹۱۶ در ۱۵۶ فیلم ظاهر شد. میس در فیلادلفیا متولد شد و در نیویورک درگذشت.

## گزیدهٔ فیلم‌شناسی
- بانگی از ژرفنا
- بیداری او
- میراث هافمایر
- پلیس بنگفیل
- کوپیدو در مطب دندان‌پزشکی
- سند بدهکاری مورفی
- رئیس هیئت منصفه
- تبهکاران
- هنگامی که رؤیاها به حقیقت می‌پیوندند